# Marcepan

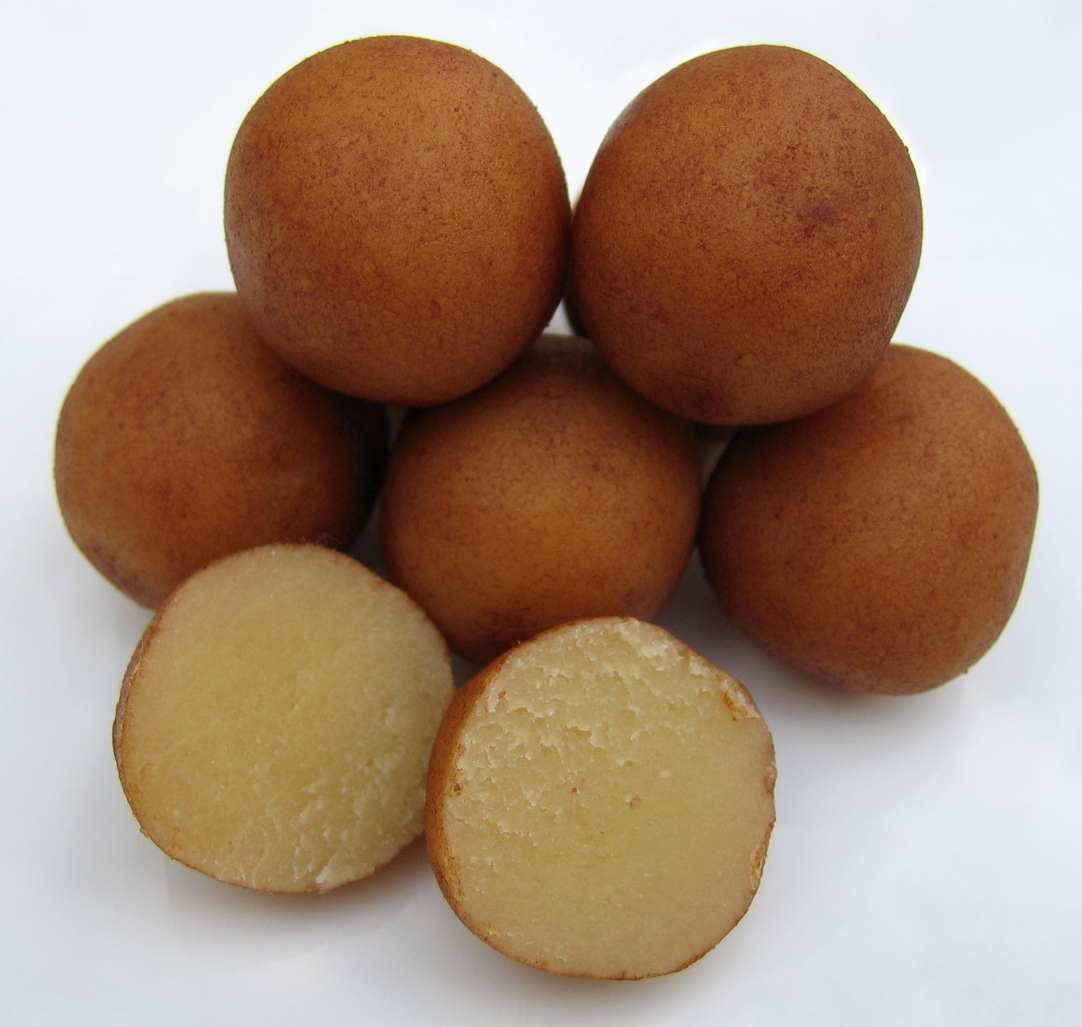
„Kartofelki” z marcepanu

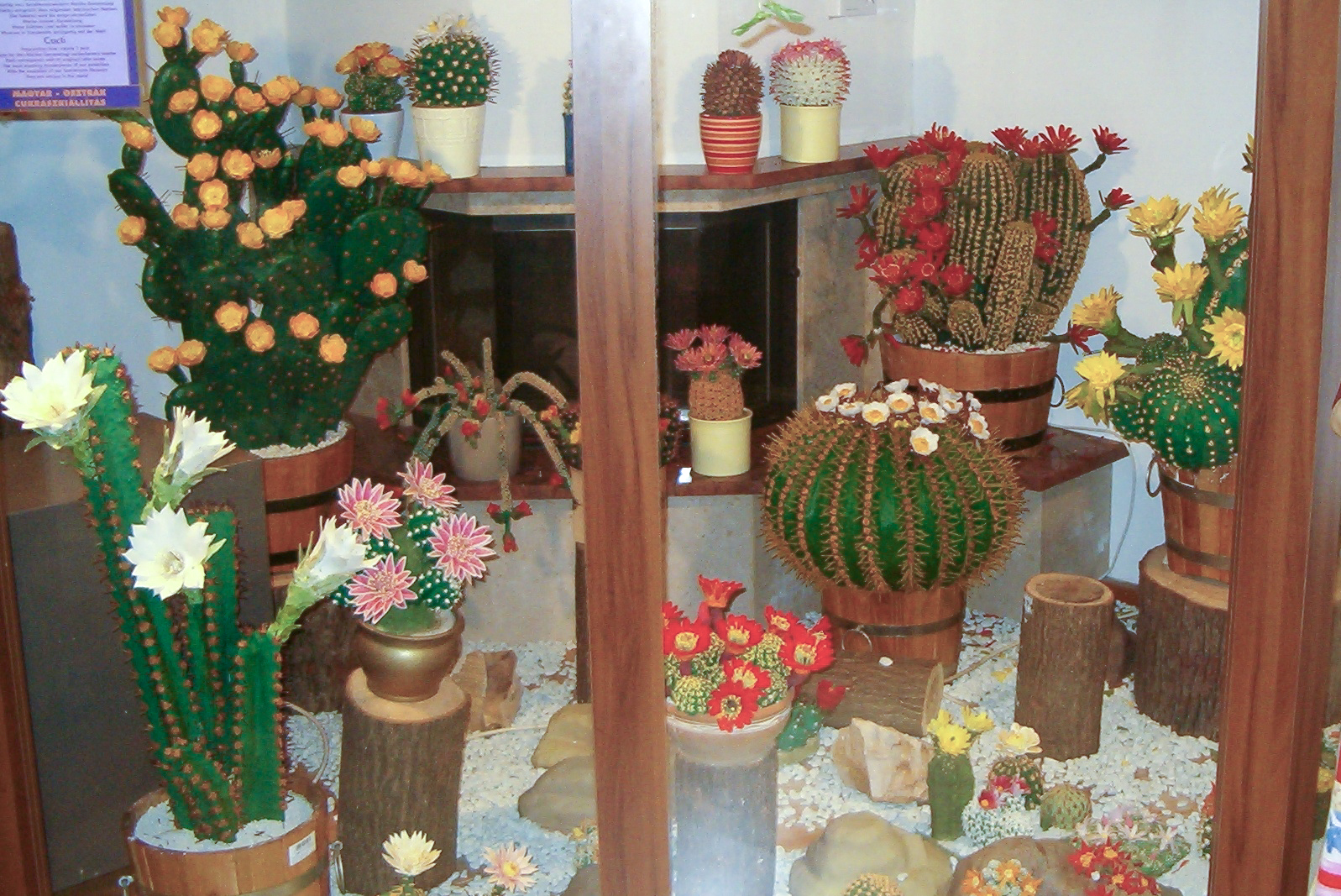
Marcepanowe dekoracje w węgierskim Muzeum Marcepanu

Marcepan – słodka masa cukiernicza utworzona głównie z prażonych i zmielonych migdałów i cukru z dodatkiem olejku migdałowego. 
Pod wpływem ciepła (wystarczy ogrzanie w dłoni) masa staje się plastyczna, dlatego bywa używana do wyrobu ozdobnych, skomplikowanych kształtów.

## Nazwa
Marcepan, pierwotnie „marcypan” (od łac. marci-panis, panis martius, dosł. „chleb Marka”; niem. Marzipan) – placek, składający się głównie z migdałów i cukru.
„Encyklopedia staropolska” z początku XX wieku podaje, że aptekarze przybywający do Polski z zachodniej Europy zaczęli wypiekać marcypany na uroczystości domowe Polaków.

## Historia
Znany już w średniowieczu, przywędrował do Europy prawdopodobnie razem z najazdami tureckimi, lecz spór o autorstwo przepisu toczą także między sobą Włosi i Węgrzy. Za europejską stolicę marcepanu uważa się położone w Niemczech miasto Lubeka. W przeszłości marcepan był bardzo popularny w całej Europie, albowiem nie jest zbyt trudny w produkcji. Wyparła go dopiero czekolada. Występował w wielu odmianach, twardy i miękki, różnokolorowy, z dodatkiem bakalii, w towarzystwie owoców. Wyrabiano z niego również wyrafinowane produkty cukiernicze, jak np. szachy (zbitą figurę zjadał zbijający) lub znane z filmu Amadeusz Miloša Formana „Sutki Wenus”. Jedną z odmian jest marcepan królewiecki, w XXI wieku ponownie wytwarzany w Olsztynie.

## Substytuty
W dzisiejszych czasach marcepan jest czasami zastępowany przez inne, tańsze masy, często aromatyzowane esencją migdałową w celu zwiększenia podobieństwa do marcepanu. Percepan jest masą zawierającą, zamiast migdałów, zmielone jądra pestek brzoskwini lub moreli. Arachipan wytwarza się z orzechów arachidowych, zaś keszupan z orzechów nerkowca. Aby ułatwić rozpoznawanie prób nieuczciwej sprzedaży wyrobów z takich mas jako zawierających oryginalny marcepan, znakuje się je dodatkiem skrobi (zob. percepan).

## Odniesienia w nauce
Od marcepanu pochodzi nazwa rodzaju chrząszczy Marcepania.